# Halotis pedunculata
Halotis pedunculata är en amarantväxtart som beskrevs av Mostafa Assadi. Halotis pedunculata ingår i släktet Halotis och familjen amarantväxter. Inga underarter finns listade i Catalogue of Life.